# 크리스토페르 보르글리
크리스토페르 보르글리(노르웨이어: Kristoffer Borgli, 1985년 8월 9일~)는 노르웨이의 영화 감독, 영화 각본가이다.

## 작품 목록
- DRIB (2017)
- 해시태그 시그네 (2022)
- 드림 시나리오 (2023)
- 더 드라마 (미정)